# Tethydidae
Tethydidae Rafinesque, 1815 è una famiglia di molluschi nudibranchi della superfamiglia Dendronotoidea.

## Tassonomia
Comprende 2 generi:
- Melibe Rang, 1829
- Tethys Linnaeus, 1758